# Auhagener Schier
Die Auhagener Schier ist ein Naturschutzgebiet in der niedersächsischen Gemeinde Auhagen im Landkreis Schaumburg.
Das Naturschutzgebiet mit dem Kennzeichen NSG HA 037 ist 14 Hektar groß. Es liegt etwa zwischen Auhagen und Hagenburg und stellt einen älteren und mäßig feuchten Eichen-Hainbuchenwald unter Schutz, in dem sich eine Graureiherkolonie befindet. Das Waldgebiet verfügt über eine artenreiche Krautschicht und einen gut ausgeprägten Waldmantel.
Das Naturschutzgebiet ist von landwirtschaftlichen Nutzflächen umgeben, die teilweise in das Naturschutzgebiet mit einbezogen sind. Im Osten grenzt es an die Landesstraße 445.
Das Gebiet steht seit dem 13. April 1972 unter Naturschutz. Zuständige untere Naturschutzbehörde ist der Landkreis Schaumburg.